# Cestrum crassinervium
Cestrum crassinervium är en potatisväxtart som beskrevs av Francey. Cestrum crassinervium ingår i släktet Cestrum och familjen potatisväxter. Inga underarter finns listade i Catalogue of Life.